# Байт
Байт (на английски: byte, означение В) e единица за обем на информация, записана в цифров (двоичен) вид.
Информационната единица байт е по-голяма от единицата бит, представя се от осем двоични бита и е основна информационна единица, използвана като мярка за количеството на информацията от нейното вътрешното представяне в компютрите и техните устройства. Байтът е извънсистемна единица за измерване на информацията и се използва само при компютрите. Приемането му като основна информационна единица за количество информация е свързано с появата на персоналните компютри още в началото на осемдесетте години на 20 век и той си остава такава. В този случай може да се счита, че използването на байта като основна информационна единица в известна степен е исторически обусловено.
Информацията, която може да се запише в един байт, е числова (десетична) стойност в интервала 0 – 255. В двоичен код нулата се записва с осем нули, а 255 – с осем единици. Стойността 255 се получава, като се съберат „теглата“ на всеки един от разрядите.
Байтът е най-малката единица двоични данни, която даден компютър може да адресира. В наши дни под байт почти винаги се разбира информация, съставена от 8 бита (1 byte = 8 bits), макар че в миналото са проектирани и компютри, използващи шестбитови, седембитови и деветбитови байтове (например PDP-10 или UNIVAC 1100/2200).

## История
Терминът байт е използван за пръв път от Вернер Бухолц през 1957, по време на проектирането на компютъра IBM 7030.

## Производни
Тъй като единицата обозначава доста малко количество информация, най-често се използват нейни производни, получени чрез т. нар. десетични представки – килобайт (kB), мегабайт (MB), гигабайт (GB), терабайт (TB) и т.н.
Съществуват и двоични представки (киби-, меби-, гиби- и т.н.), но те са по-слабо разпространени (виж таблицата) и поради това често погрешно се използват десетичните представки, като се имат предвид двоичните.

## Приложения
Обикновено в байтове се измерват капацитетите на твърди дискове и други преносими носители, размерите на файлове, количеството трафик през компютърна мрежа и т.н.
Любопитно: според учени от Университета на Южна Калифорния, от 1986 г. до края на 2010 г. цялата съхранена от човечеството информация е с обем около 295 EB (ексабайта).